# Eritróz
Az eritróz a négy szénatomos monoszacharidok közé tartozó szerves vegyület, képlete C4H8O4. Benne egy aldehidcsoport található, így az aldózok közé tartozik. A természetben D-eritróz formájában fordul elő.

Fischer-projekció

Az eritróz-4-foszfát a pentóz-foszfát út és a Calvin-ciklus egyik intermedierje.

## Fordítás
Ez a szócikk részben vagy egészben  az   Erythrose című angol Wikipédia-szócikk ezen változatának fordításán alapul.  Az eredeti cikk szerkesztőit annak laptörténete sorolja fel. Ez a jelzés csupán a megfogalmazás eredetét és a szerzői jogokat jelzi, nem szolgál a cikkben szereplő információk forrásmegjelöléseként.